# Круковец, Сергей Михайлович
Серге́й Миха́йлович Крукове́ц (укр. Сергій Михайлович Круковець; 1 июля 1973, Луцк, Украинская ССР, СССР) — советский, украинский и российский футболист, защитник.

## Карьера
Футболом начал заниматься в Луцке, первым тренером был Василий Петрович Войтович. С 1990 по 1991 год выступал за «Волынь» в первенстве СССР, провёл 31 матч. В 1992 году дебютировал в Высшей лиге Украины в составе «Волыни», сыграл 17 встреч в чемпионате и 4 матча, в которых забил 1 гол, в Кубке. Затем полгода провёл в Польше, играл в команде низшего дивизиона «Островия», по некоторым данным, забил за это время 22 гола.
В августе 1993 вернулся в «Волынь», где затем выступал до 1996 года, проведя за это время 81 встречу и забив 13 мячей в лиге, и ещё сыграв 7 матчей и забив 1 гол в Кубке Украины.
Летом 1996 года перешёл в московский клуб «Торпедо-Лужники», за который затем играл до конца 1998 года, проведя за это время 35 матчей в чемпионате России, 1 игру в Кубке УЕФА 1996/97 и 14 встреч, в которых забил 2 гола, за «Торпедо-Лужники-Д» в Третьей лиге.
С 1999 до лета 2000 года играл за нижегородский «Локомотив», провёл 39 матчей, забил 1 мяч. В августе 2000 года перешёл в «Прикарпатье», где в 14 встречах первенства забил 1 гол, и ещё сыграл 1 матч в Кубке.
В начале 2001 года перешёл в «Кубань», за которую провёл 4 встречи, после чего, летом того же года, пополнил ряды красноярского «Металлурга», где выступал затем до лета 2002 года, сыграв за это время 26 матчей в первенстве и 1 в Кубке России.
Затем продолжил карьеру в белгородском клубе «Салют-Энергия», где принял участие в 14 играх. Сезон 2003 года провёл в казахстанском «Женисе», сыграл 25 матчей и стал бронзовым призёром чемпионата Казахстана.
Летом 2004 года пополнил ряды винницкой «Нивы», провёл 27 игр в первенстве и 4 встречи в Кубке Украины. С лета 2005 до конца 2006 года выступал за клуб «Нефтяник-Укрнефть», сыграл 22 матча в первенстве и 1 встречу в Кубке.
В 2007 году провёл 4 матча и забил 1 мяч за любительскую команду «Сокол» из Радивилова в чемпионате Ровненской области.
С 1994 по 1995 год сыграл 10 встреч за молодёжную сборную Украины.

## Достижения
- 3-е место в чемпионате Казахстана: 2003